# Енравота
 За ледника кръстен на човека вижте Енравота (ледник).  
Енраво̀та е най-големият син на хан Омуртаг. Носи и името Воин (или с транскрипция Боян).
По сведения на охридския архиепископ Теофилакт Охридски (живял и творил през XI век) Енравота попада под влиянието на пленения от хан Крум византийски учен епископ Кинам и приема от него християнското кръщение (под името Боян), вследствие на което е убит мъченически. Канонизиран е като Свети мъченик Боян-Енравота, княз Български. Чества се на 28 март.

## Смърт
Поради влечението си към християнството, при управлението на Омуртаг, Енравота е лишен от правото си на престолонаследие от баща си и вместо него следващ владетел на България става третият хански син Маламир (вторият - Звиница, който изглежда,че също съчувства на християните, вероятно умира преди това), в чиято лоялност към „отечествените богове“ (традиционните пантеони на славяните и прабългарите) Омуртаг не се съмнява, тъй като явно не се вслушва съпричастно в поученията на византиеца.

Самият Кинам попада в затвора още по времето на Крум, по решение на Омуртаг, затова че отказва да участва в езическо жертвоприношение. Впоследствие, вече възцарил се, хан Маламир го пуска от тъмницата, но само за да го подари като роб на брат си Енравота, което според Теофилакт той сторва по изрична молба на самия княз. Енравота се възползва от възможността да се покръсти. Приемането от него на „вярата на ромеите" силно разгневява хана. Той призовава брат си и му нарежда да се откаже от нея. Князът не се съгласява и е осъден на смърт. Енравота-Воин е посечен с меч по заповед на хана. Според житието му преди екзекуцията той казва:
| „ | ...Тази вяра, заради която сега аз умирам, ще се преумножи на българската земя, въпреки опитите ви да я възпрете чрез моята смърт. Кръстният знак ще бъде побит навсякъде, ще се въздигнат Божи храмове и чистите свещеници ще служат на чистия Бог, и жертвоготовно ще въздадат възхвала на жизнедаряващата Троица. Идолите, заедно с жреците и техните небогоугодни капища, ще се срутят и потънат в небитието, сякаш никога не са съществували. А единствен ти (Маламире), след много лета, ще погубиш безбожната си душа, не получавайки нищо заради жестокостта ти. | “ |

След смъртта си е провъзгласен за мъченик, а словото му, което Теофилакт Охридски цитира (или му приписва), се възприема като пророчество за последвалото покръстване на България, което се случва около 30-35 години след смъртта му. 
Под името „мъченик Боян–Енравота“ той хронологически става вторият известен светец от български произход след свети хан Тервел/Тривелий Теоктист, но и първият засвидетелстван в агиологията, сред историческите личности и според мястото си по време в историята. Тервел се споменава като светец за пръв път едва през XVIII век, представян като първия християнски владетел на България. Светите седмочисленици например живеят след тях, макар и споменавани по-рано.

## Памет
На първия мъченик за християнската вяра от български произход и втори светец от български произход има посветен само един храм - той се намира в град Нови пазар, област Шумен, и е част от Варненска и Великопреславска епархия на Българската православна църква. Има и няколко стенописи на свети Боян в страната: например в храм „Свети Николай Мирликийски“ в Петрич и в параклис „Свети Климент Охридски“ в Богословския факултет, намиращ се на площад „Света Неделя“ в София.   
През 2004 година се създава Православен център за духовно обгрижване на наркозависими „Св. княз Боян Енравота – първомъченик български“ (ПЦДОН) по идея на отец Георги Фотакиев от храм „Свети Цар Борис“ във Варна. През 2009 година Центърът прераства в сдружение за православна терапевтична помощ „Отвори очи“, като ПЦДОН е една от структурите на сдружението. През 2010 към ПЦДОН се създава Дневен център за ресоциализация. ПЦДОН „Св. княз Боян Енравота – първомъченик български“ се премества в нова сграда в квартал Виница.
На свети Боян Енравота е наречена улица в квартал „Димитър Миленков“ в София (Карта).
На негово име е наречен ледникът Енравота, намиращ се по крайбрежието на архипелаг Норденшелд в Земя Грейъм, Антарктида.